# Portés disparus (film, 1984)
Pour les articles homonymes, voir Portés disparus.
Série
Portés disparus 2
(1985)
Pour plus de détails, voir Fiche technique et Distribution.
Portés disparus (Missing in Action) est un film de guerre américain de Joseph Zito sorti en 1984.
Le film a pour toile de fond les prisonniers de guerre américains encore détenus au Viêt Nam. Il a eu une préquelle (Portés disparus 2), puis une suite (Portés disparus 3).

## Histoire
En 1984, aux États-Unis, le colonel des forces spéciales américaines James Braddock se voit confier la mission de localiser et de sauver un groupe d'hommes portés disparus au Viêt Nam. Douze ans plus tôt, lors du conflit vietnamien, il avait lui-même été détenu prisonnier dans un camp mais il avait réussi à s'en échapper.
Aidé par une charmante représentante officielle du département d'État et d'un ancien compagnon d'armes, il réunit des informations confidentielles et un armement de pointe. À présent, cet homme seul, expert en arts martiaux, explosifs et armes en tout genre, est prêt à revenir au Viêt Nam et à se confronter au général Trau, un militaire cruel.

## Fiche technique
- Titre : Portés disparus
- Titre original : Missing in Action
- Réalisation : Joseph Zito
- Scénario : James Bruner, d'après une histoire originale de John Growther (en) et Lance Hool
- Photographie : Joao Fernandes (en)
- Musique : Jay Chattaway
- Pays de production :  États-Unis  Philippines
- Production : Golan/Globus ; Metro-Goldwyn-Mayer (vidéo)
- Budget : 2 550 000 dollars[1].
- Pellicule : couleurs
- Durée : 101 minutes
- Lieu de tournage : Philippines
- Date de sortie en salles :
  - États-Unis : 16 novembre 1984
  - France : 12 juin 1985
- Affiche : Jean Mascii (France)

## Distribution
- Chuck Norris (VF : Bernard Tiphaine) : Le colonel James Braddock
- M. Emmet Walsh (VF : Jacques Dynam) : Jack Tucker
- James Hong (VF : René Bériard) : Le général Trau
- David Tress (VF : Roland Ménard) : Sénateur Porter
- Lenore Kasdorf (en) (VF : Michèle Bardollet) : Ann
- Ernie Ortega (VF : Sady Rebbot) : Vinh

## Sortie et accueil
Le film connaît un certain succès commercial, rapportant 22 812 411 $ au box-office américain, où il débuta à la première place avec 6 101 460 $ pour son premier week-end d'exploitation, devenant l'un des meilleurs résultats de la Cannon Group.
En France, il totalise 837 107 entrées, étant le meilleur score de Chuck Norris en tête d'affiche.

## Autour du film
- En 1970, le plus jeune frère de Chuck Norris, Weiland meurt au Viêt Nam : l'acteur lui dédie ce film.
- Jean-Claude Van Damme a participé au film en tant que cascadeur.
- La notoriété du Colonel James Braddock lui a valu une place dans l'équipe des « Bros » jouables dans le jeu vidéo Broforce (PC Mac PS4, 2015) sous le pseudonyme de Colonel James Broddock.

## Sources
- Jean Tulard (sous la direction de), Guide des films, Robert Laffont, « Bouquins », 2003 (fiche d'Alain Paucard).